# ディプロドクス科
ディプロドクス科（ディプロドクスか、学名：familia Diplodocidae）は、約1億7000万年前から約1億4600万年前（中生代ジュラ紀中期［ドッガー世］中盤バッジョシアンから、後期［マルム世］終盤チトニアン）までの間、元はパンゲア大陸に属していた広範な地域に棲息していた、巨大な植物食恐竜の分類群（タクソン）。竜盤目- 竜脚形亜目- 竜脚下目中のディプロドクス上科 (Diplodocoidea) に分類される。
化石は、アフリカ、ヨーロッパ、アジア、北アメリカ、および、南アメリカから発見されている。

## 特徴
頭は馬面で、鉛筆形の歯をもつ。ディプロドクス上科には超大型のディプロドクス科、一種類しかいないハプロカントサウルス科、首が下向きのレバキザウルス科、小型で首に特徴があるディクラエオサウルス科などがある。史上最大級の恐竜も含まれる。

## 分類
? は異説あって不特定の意。

### 下位分類
- † ディプロドクス科　familia Diplodocidae
  - 亜科未定属　subfamilia incertae sedis
    - ? アンフィコエリアス属　Amphicoelias
    - ? マラアプニサウルス属　Maraapunisaurus
    - アウストラロドクス属　Australodocus
    - ケティオサウリスクス属　Cetiosauriscus
    - ディンヘイロサウルス属　Dinheirosaurus

  - アパトサウルス亜科　subfamilia Apatosaurinae von Huene, 1927
    - アパトサウルス属　Apatosaurus
    - ブロントサウルス属　Brontosaurus
    - スーパーサウルス属　Supersaurus：異説ではディプロドクス亜科に属す。

  - ディプロドクス亜科　subfamilia Diplodocinae
    - バロサウルス属　Barosaurus
    - ディプロドクス属　Diplodocus：模式属。
    - カアテドクス属　Kaatedocus[1]

### 上位分類
- † 新竜脚類　division Neosauropoda
  - 上科未定属　superfamilia incertae sedis　：異説では新竜脚類に近縁の外部。
    - ? ハプロカントサウルス属　Haplocanthosaurus
    - ? ジョバリア属　Jobaria

  - マクロナリア　subdivision Macronaria （もしくは ティタノサウルス上科 Titanosauroidea）
    - カマラサウルス科　familia Camarasauridae　：カマラサウルス属、ほか。
    - ティタノサウルス形類　(unranked) Titanosauriformes
      - ブラキオサウルス科　familia Brachiosauridae　：ブラキオサウルス属、ほか。
      - フアンヘティタン科　familia Huanghetitanidae
      - ソンフォスポンディリ　(unranked) Somphospondyli　：ティタノサウルス類と先行的グループからなるタクソン。
        - ティタノサウルス類　(unranked) Titanosauria　：ティタノサウルス属、ほか。

  - ディプロドクス上科　superfamilia Diplodocoidea
    - 科未定属　familia incertae sedis
      - アマゾンサウルス属　Amazonsaurus

    - レバッキサウルス類　(unranked) Rebbachisauroidea
      - 科未定属　familia incertae sedis
        - ヒストリアサウルス属　Histriasaurus

      - レッバキサウルス科　familia Rebbachisauridae

    - Flagellicaudata (whip-tails)
      - ディクラエオサウルス科　familia Dicraeosauridae
        - アマルガサウルス属　Amargasaurus
        - ブラキトラケロパン属　Brachytrachelopan
        - ディクラエオサウルス属　Dicraeosaurus

      - 亜科未定属　subfamilia incertae sedis
        - ? スウワッセア属　Suuwassea　：アパトサウルス亜科分類説あり。

      - ディプロドクス科　familia Diplodocidae
        - #下位分類